# TeraXion
TeraXion est une entreprise privée en optique et photonique fondée en 2000 dont le siège social est situé à Québec (Québec, Canada) et comptant environ 200 employés, et une trentaine de brevets mondiaux.
En 2021, elle est rachetée par l'entreprise américaine spécialisée dans la technologie automobile Indie Semiconductor, tout en restant autonome,.